# 심소명
심소명(沈召命, 1984년 9월 27일 ~ )은 대한민국의 전직 스타크래프트 프로게이머이다. s.s.m~[SiLvEr]라는 아이디를 사용하며, 종족은 저그이다.

## 스타크래프트
2003년 SG 패밀리(현 위메이드 폭스)에 입단하며 프로게이머 생활을 시작했다.
도박적인 전략을 즐겨 사용해서 "겜블러","심타짜"란 별명을, 히드라 컨트롤이 당대 최고라 하여 "히통령","심드라"이란 별명을 얻었었다. 전적이 많지는 않았지만, 프로토스에 매우 강했고 테란에 약한 편이었다. 프링글스 MSL 시즌 2에서 준우승 할 당시에도 본선 8강 이후 테란과 한 경기도 하지 않았다.(16강에서는 테란 전 1패 기록)
2008년 2월 은퇴하였으며, 남인천방송에서 진행 중인 '콜로세움'이라는 아마추어 스타크래프트 리그의 해설자로 활동하기도 하였다.
2009년 프로 포커 선수로 전향, 2008년 9월 7일 마카오서 열린 '아시아 태평양 포커 투어'(APPT)서 9위 입상으로 상금 중 177,000 홍콩달러(한화 2천653만원)를 획득하기도 했다.

## 이후
2010년 스타테일에 입단하며 스타크래프트2 게이머로 활동하다가 같은해 은퇴하였다. 이후 포커 선수로 활동하고 있다.

## 수상 경력
메이저 개인리그 준우승 1회
- 2003년 1월 Gembc KTF bigi배 스타크래프트 4대천왕전 아마추어 부문 우승
- 2003년 10월 TG삼보 MSL 8강
- 2004년 2월 하나포스 센게임 MSL 16강
- 2004년 8월 iTV 랭킹전 7th 랭킹 결정전 3위
- 2004년 10월 스카이 프로리그 2004 2라운드 정규리그 MVP
- 2006년 8월 스카이 프로리그 2006 전기리그 정규리그 MVP
- 2006년 11월 프링글스 MSL 시즌2 준우승 (1:3 마재윤)
- 2007년 2월 곰TV MSL Season 1 8강
- 2008년 아시아 태평양 포커 투어 9위 - 상금 $22,692